# Дивља грива
Дивља грива је 48. епизода стрип серијала Кен Паркер објављена у Лунов магнус стрипу бр. 649. Објављена је у премијерно у бившој Југославији августу 1985. године. Имала је 94 стране и коштала 70 динара. Епизоду је нацртао Р. Полесе, а сценарио написао Ђанкарло Берарди. За насловну страну је узет оригинални Милацов цртеж за оригиналну епизоду.

## Кратак садржај
У потрази за дивљим коњима, Кен Паркер са групом ловаца долази у резерват у коме живе племе Јанктона. Кен одлази у индијанско село и тражи дозволу поглавице Махта за лов. Махта цени што им се Кенова група обратила за довзолу, наводећи како бели људи обично узимају без питања све што им је потребно.
У наставку, епизода наизменично прати веридбу и венчање два млада пара у индијанском селу и Кеновој групи. Отоми, који треба да ожени Месечев цвет, мора најпре да докаже да је мушко. На сличан начин размишља и Сид, који треба да ожени Бетси. Обоје желе да ухвате и укроте црног дивљег пастува, који се у крду издваја по својој лепоти и неукротивости. Коња најпре хвата Кенова група, али Отоми успева да им га украде. На крају се сви слажу да га пусте, тј. врате природи. У симболичкој завршници, аутори сугеришу не само културну сличност између белаца и америчких индијанаца, већ и став да се породица може започињати једино у слободи, коју овде симболизује ”дивља грива”.

## Значај епизоде
Иако је Кен у неколико претходних епизода већ изнео своје левичарке ставове (ЛМС449, 454), у овој епизоди он први пут износи либералне идеје, карактерстичне за америчку верзију либерализма. У разговору са чланом ловачке групе, Кен улази у расправу о томе да ли белци имају право да Индијанцима намећу своју културу. Кен не само да верује да сваки народ има право да гради своју срећу, већ и то да није могуће доказати да је неки народ прогресивнији од другог. Ово је типичан постмодернистички став по коме прогрес у цивилизацији не постоји. Другим речима, немогуће је доказати да је живот у шатору лошији од живота у кући. Најлибералније становиште Кен износи када тврди да је свака идеја добра ако се прихвати аутономно, и да једино тако човек и народи могу да је бране.

## Однос према индијанцима
У овој епизоди имплицитно се наставља расправа о томе због чега се амерички индијанци налазе у све лошијем положају. Иако се на најбруталнији начин суочио са лицемерјем белих политичара у покушају да реше индијанско питање (ЛМС-422), Кен и даље наивно верује да би се сукоби између белаца и индијанаца престали када би ”два народа могла боље да се упознају”. Став Буча Логана (ЛМС-487), остаје најпрецизнији став о односу белаца према индијанцима испољен у целом серијалу.

## Оригинална епизода
Оригинална епизода објављена је у јуну 1982. године под насловом Razza selvagia. Издавач је била италијанска кућа Cepim. Коштала је 700 лира.